# Caminho Velho
O Caminho Velho, ou Caminho do Ouro é uma antiga estrada real da época do Brasil Colónia, ligando Ouro Preto a Paraty. Atualmente faz parte da rede brasileira de Estradas Reais.

## Descrição
O caminho remonta à antiga trilha indígena do Peabiru, utilizada pelos Guaianás, que, do litoral de Paraty, atingiam o vale do Rio Paraíba do Sul, atravessando a Serra do Mar. Por esse Caminho dos Guaianás, avançaram as forças de Martim Correia de Sá (cerca de setecentos portugueses à frente de dois mil indígenas) que, partindo do Rio de Janeiro em 1597, desembarcaram na enseada de Paraty, subindo a serra do Mar para combater os Tamoios, aliados dos corsários franceses naquele litoral.
A partir da descoberta de ouro no sertão de Minas Gerais, em fins do século XVII, o seu trajeto passou a alcançar a Vila do Facão (atual Cunha), de onde descia alcançando o vale do rio Paraíba (em Guaratinguetá), prosseguindo até Vila Rica (atual Ouro Preto), transformando-se no caminho oficial para o ingresso de escravos na região (ida), assim como para o escoamento do ouro das minas (volta), transportado por via marítima de Paraty para Sepetiba, e daí, por via terrestre novamente, pelos domínios da antiga Fazenda de Santa Cruz, até ao Rio de Janeiro, de onde seguia para Lisboa, em Portugal. Esta via estendia-se por mais de 1 200 quilômetros, percorridos, normalmente, em cerca de 95 dias de viagem. O trecho entre Guaratinguetá e Cunha se tornou a atual rodovia SP-171 e o trecho fluminense na RJ-165.
Foi por estas vias que o Governador da Capitania do Rio de Janeiro, Artur de Sá e Meneses (1697-1702), se dirigiu ao sertão dos Cataguás e do rio das Velhas, em 1700. Foi a primeira visita de uma autoridade Colonial à recém-descoberta região das Minas.

Por conta do risco de ataque de corsários, de piratas, e de naufrágios, D. João V (1706-1750) recomendou, em 1728, a substituição do trecho marítimo, entre Sepetiba e Paraty. Por essa razão, em meados do século XVIII já existia uma variedade - o Caminho Novo da Piedade - que, partindo do Rio de Janeiro, pelo caminho para a Fazenda de Santa Cruz, alcançava o vale do rio Paraíba do Sul, onde entroncava com o Caminho de São Paulo na altura da atual cidade de Lorena.